# Modelo de Educación Deportiva
Modelo de Educación Deportiva (MED) o (Sport Education Model) es un modelo de enseñanza escolar creado en los años ochenta por Daryl Siedentop dirigido a la asignatura de Educación Física. Se basa en ofrecer una práctica amplia, entusiasta y real del deporte, de manera que los alumnos puedan disfrutar de una experiencia deportiva más auténtica. Su objetivo se centra en la formación de los estudiantes en tres dimensiones: competentes, cultos y entusiastas por la práctica deportiva.
Es un modelo altamente motivador y con mucha carga emocional. Sus características y formas de organización favorecen la creación de un ambiente en clase de promoción del éxito motor, cognitivo y afectivo del alumno. Los estudiantes dispondrán del tiempo suficiente para desarrollar y mejorar sus habilidades motrices, ganar autonomía desempeñando las responsabilidades de sus roles y establecer vínculos socio-afectivos debido a ese sentimiento de pertenencia a un equipo.
Con el MED, el alumnado de Educación Primaria y Secundaria tiene la posibilidad de vivir una experiencia deportiva directa, gracias a unidades didácticas más extensas, a equipos fijos que configuran una identidad de grupo y al disfrute de diferentes etapas y ritos deportivos. Estas etapas se distribuyen según las características de los acontecimientos deportivos actuales: un periodo de afiliación al equipo y al rol a desempeñar, una temporada para la puesta a punto, una competición para medirse con otros equipos, una fase final en función de la clasificación en la competición, un registro de datos para comprobar qué jugadores han destacado en las diferentes categorías y un evento final o festividad en la que vivirán la gran final y la entrega de premios.

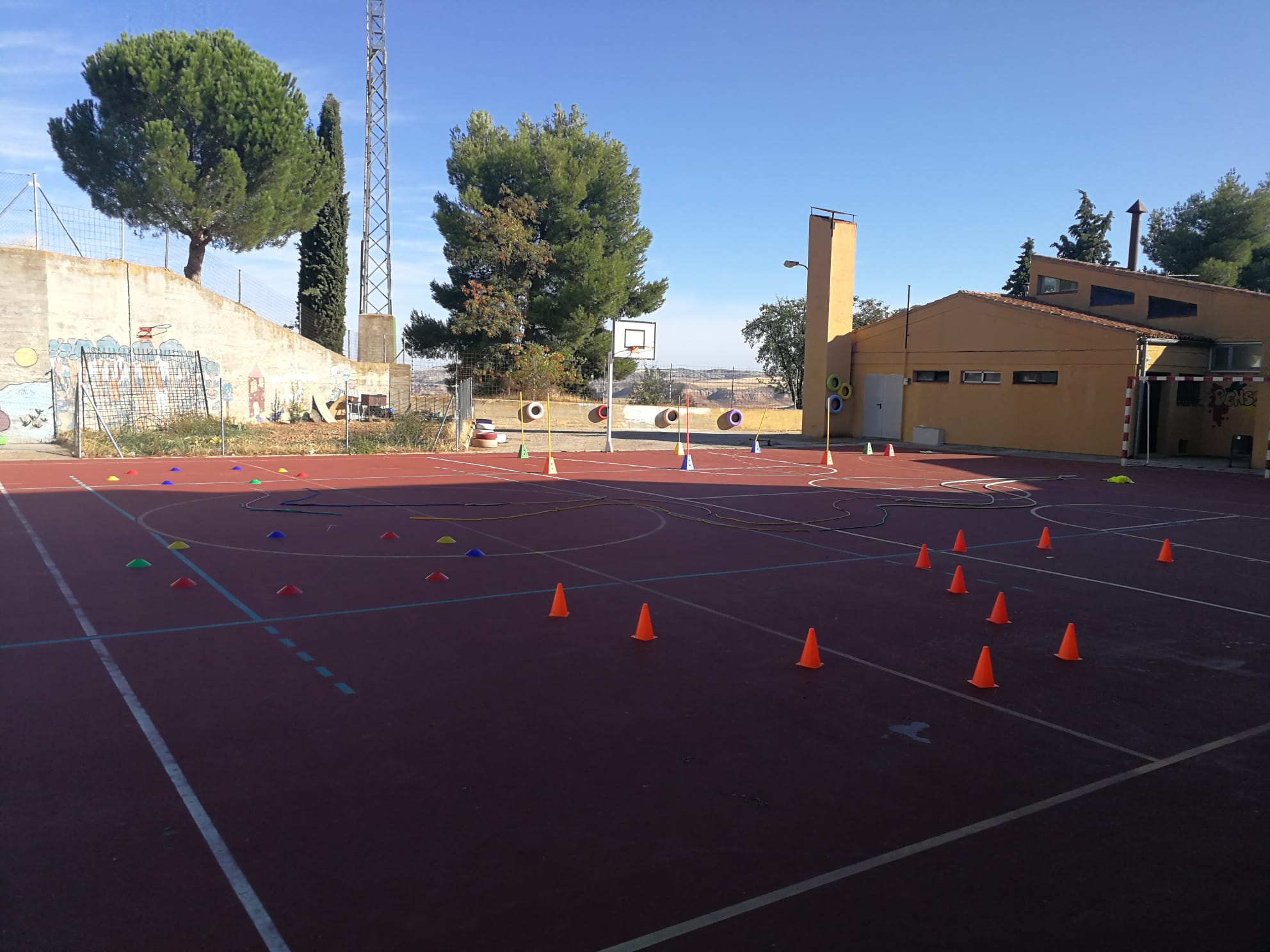
Clase de educación física en el patio de un colegio rural. Material preparado para comenzar la clase.

## Historia
El MED surge a principios de los años ochenta, cuando el profesor Daryl Siedentop y sus alumnos de posgrado se dan cuenta tras cinco años de investigación que en la asignatura de Educación Física, el alumnado no alcanza esa motivación, entusiasmo y sentimiento de pertenencia a un equipo de la misma forma que sucede en las actividades extraescolares. Observaron, que las unidades didácticas eran demasiado cortas como para desarrollar deportes logrando una implicación activa por parte del alumnado. La manera de llevar a cabo estas unidades con un marcado enfoque tradicional, no eran las adecuadas para conseguir esta motivación que tanto busca el maestro para las clases de Educación Física.
Siedentop observó que los alumnos practicaban una serie de habilidades deportivas de manera descontextualizada durante las clases. Esta práctica resultaba gratificante y los alumnos parecían desenvolverse con facilidad en estas técnicas. El problema aparecía a la hora de aplicar esas habilidades aprendidas en un juego o partido final de ese deporte. Muchos alumnos no eran capaces de transferir lo aprendido al partido, resultando así poco enriquecedoras a nivel de aprendizaje. 
Observó también que aquellos alumnos con altas habilidades si eran capaces de implicarse en el juego activamente, en cambio, aquellos alumnos que no tenían tanta facilidad para desenvolverse en el juego, aprovechaban cualquier oportunidad para quedarse al margen. De esta manera Siedentop desarrolló el Modelo de Educación Deportiva, en el que no solo se desarrollan habilidades motrices, sino que también se resaltan habilidades organizativas, creativas, comunicativas, artísticas y empáticas.

## Método

### Roles
Los roles, son una serie de papeles o responsabilidades que el alumnado deberá desarrollar a lo largo de la unidad didáctica. Dotan al modelo de un alto componente motivacional en el alumnado, ya que, cada uno se compromete a desempeñar su rol de manera correcta por el bien del equipo. El docente es el encargado de entregar a cada alumno una tarjeta en la que se especifican cuáles son las responsabilidades del rol a desempeñar. Se pueden diferenciar tres tipos de roles en el MED:

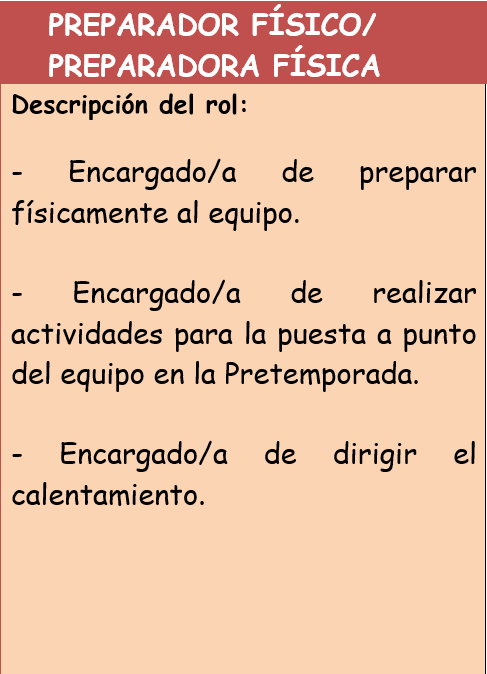
Ficha con las responsabilidades que tiene el rol de preparador físico.

- Jugador: todos los alumnos desempeñan este rol a lo largo de la unidad didáctica. Algunas de las responsabilidades del rol de jugador son: respetar a los equipos contrarios, esforzarse al máximo en cada entrenamiento y partido, respetar las reglas, animar y ayudar a los compañeros, etc.

- Roles de equipo: son todas aquellas figuras propias del deporte, que se pueden encontrar en un equipo, y que son fundamentales en el aprendizaje, el funcionamiento y la organización de los mismos. Algunos de éstos roles son: entrenador, preparador físico, capitán, contable, director deportivo, etc. El docente selecciona los roles que le interesan en función del número de miembros de cada equipo. Por ejemplo, preparador físico: tendrá que diseñar un calentamiento diario para su equipo, tendrá que preparar al equipo físicamente con ejercicios de resistencia, fuerza, velocidad y flexibilidad, cogerá el lote de material de su equipo, recogerá todo el material de su equipo cuando termine la sesión.

- Roles organizativos: son todas aquellas figuras que no pertenecen a ningún equipo, pero que son fundamentales para el desarrollo de las competiciones formales. Son: árbitros, recogepelotas, anotadores de registros, agentes de seguridad, etc. Cada alumno, dentro de su equipo, tendrá uno de estos papeles, de manera que cuando su equipo no juegue partido, se encargue de organizar. Por ejemplo el recogepelotas: deberá colocar los campos, deberá recoger el material al finalizar la sesión, deberá recoger el móvil que se use para jugar y antes introducir otro en el campo para no perder ritmo de juego.[8]

### Fases
Inicialmente, el MED se estructuró en las siguientes fases: afiliación, temporada, competición formal, fase final, registro de datos y fase final o festividad:
1. Afiliación: es una fase inicial en la que los alumnos toman contacto con el modelo. El docente explica en qué consisten y cómo se estructura la formación de los roles y los equipos.
2. Temporada: incluye la pretemporada, fase en la que los equipos se pondrán a punto adquiriendo las habilidades técnicas y tácticas necesarias antes de la competición. En esta fase, el maestro guía a los entrenadores y preparadores físicos  que adquirirán gran importancia en la puesta a punto del equipo, proponiendo ejercicios y juegos. Los equipos irán adquiriendo las rutinas necesarias para desarrollar positivamente el modelo.
3. Competición formal: todos los equipos jugarán una liga fijada por un calendario competitivo que determina, en función de la posición, los enfrentamientos en la fase final. Entran en juego los roles organizativos de los equipos.
4. Registro de datos: consiste en la recogida de datos sobre la técnica de los alumnos, el esfuerzo, la deportividad, etc. Es una forma de generar feedback entre los jugadores y los equipos y de lograr una autoevaluación y evaluación compartida por parte de los alumnos y el maestro.
5. Fase final y festividad: en función de la clasificación de la temporada, los equipos jugarán los cruces finales, buscando alcanzar la gran final a la que llegarán los dos mejores equipos. Se trata de una jornada especial. En base al registro de datos se procede a la ceremonia de entrega de premios al mejor equipo, a los roles mejor desempeñados, a los mejores jugadores, etc.[6][5]

## Competencias trabajadas
El Modelo de Educación Deportiva es altamente competencial ya que a lo largo de su puesta en práctica se trabajarán competencias básicas, estas son:
- Competencia en comunicación lingüística: se produce un constante intercambio comunicativo entre el alumno-alumno y docente-alumno generalmente de forma verbal aunque también escrita (mediante la presentación de trabajos y registros en este formato). Los alumnos también se familiarizan con un vocabulario técnico deportivo.[10]
- Competencia matemática y competencias básicas en ciencia y tecnología: durante la temporada el alumnado deberá registrar puntaciones, hacer cálculos, e incluso se puede establecer un rol de contable dentro del equipo.
- Competencia digital: ya que el alumnado deberá buscar en casa, en bibliotecas o en el propio centro modelos, ideas, información sobre el deporte o registrar datos en soporte informático.
- Aprender a aprender: ya que se produce una constante interacción entre los miembros del mismo equipo, donde cada uno lleva cabo su rol de la mejor manera posible y enseña para la mejora global del grupo.
- Competencias sociales y ciudadana: se desarrolla una identidad común de equipo, se potencia el respeto a los miembros de otros equipos. Se consensúa la resolución de los problemas que surjan y se fomenta el fair play dentro y fuera del campo de juego.
- Autonomía e iniciativa personal: es un modelo que fomenta en gran medida la adquisición del trabajo autónomo del alumno, tanto individual como en pequeños grupos, así como la toma de decisiones grupales.
- Competencia cultural y artística: se pueden orientar las temáticas de los equipos, por ejemplo por continentes. Esta competencia también se puede desarrollar en roles como el de publicista o periodista de manera que los alumnos tengan que crear carteles o anuncios.[9]